# Labná
Labná is een Mayaruïnestad in Yucatán, ten zuiden van Uxmal.
De vindplaats is klein en rustig. Er is een groot paleis van twee verdiepingen, dat met een lengte van 120 meter een van de grootste gebouwen van de Puucheuvels is. Vanaf het paleis loopt een sacbe, een ceremoniële weg, naar een verfijnd gedecoreerde toegangspoort. Naast deze poort staat El Mirador, een tempel gebouwd op een piramide. De architectuur van al deze gebouwen is in de Puucstijl.
Labná is gebouwd in de Laat-Klassieke Periode. Een datum in 862 is aangetroffen in een paleis. Labná is voor het eerst verkend en beschreven door John Lloyd Stephens en Frederick Catherwood in 1842.

## Foto galerij

Labná
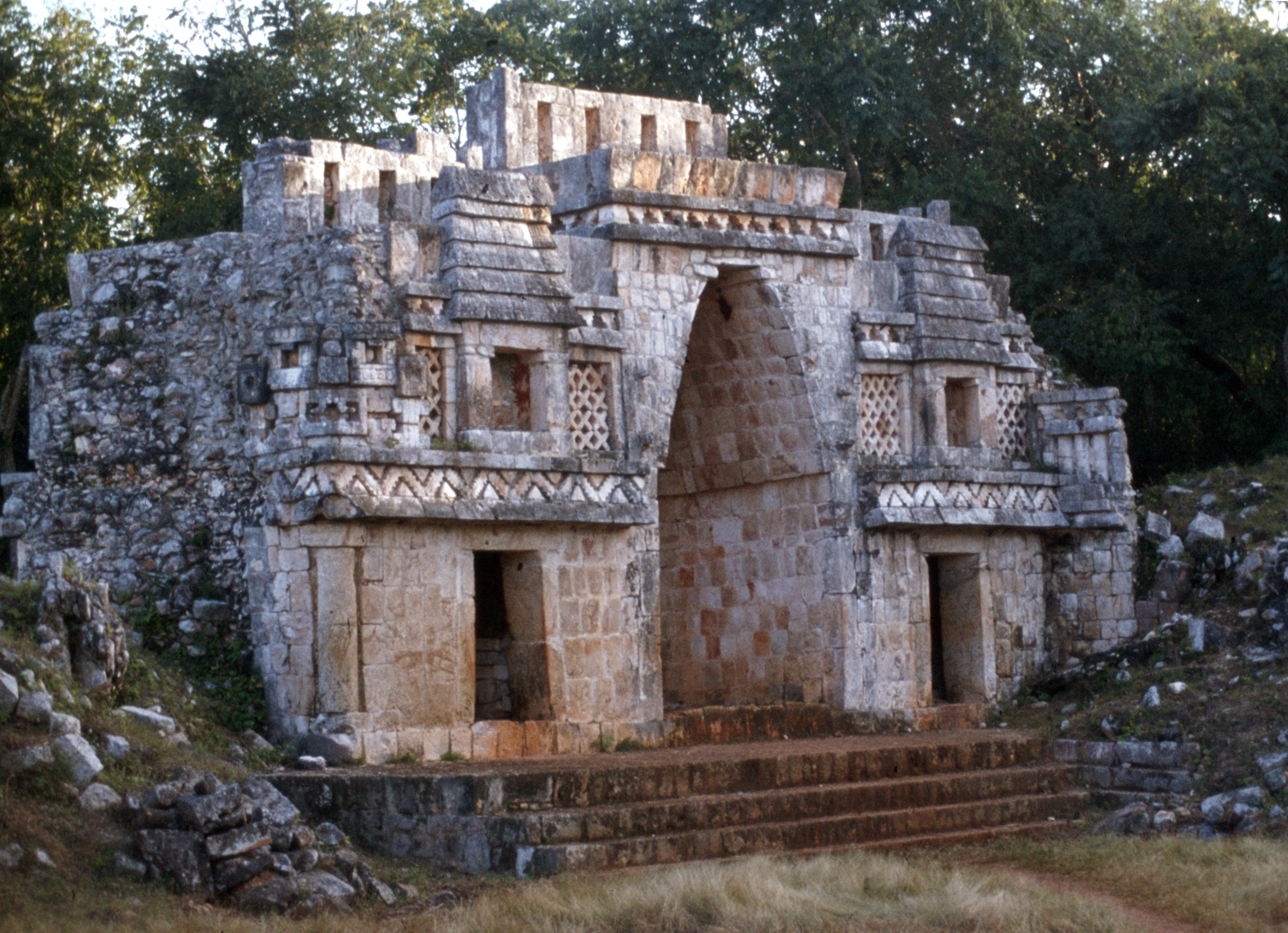
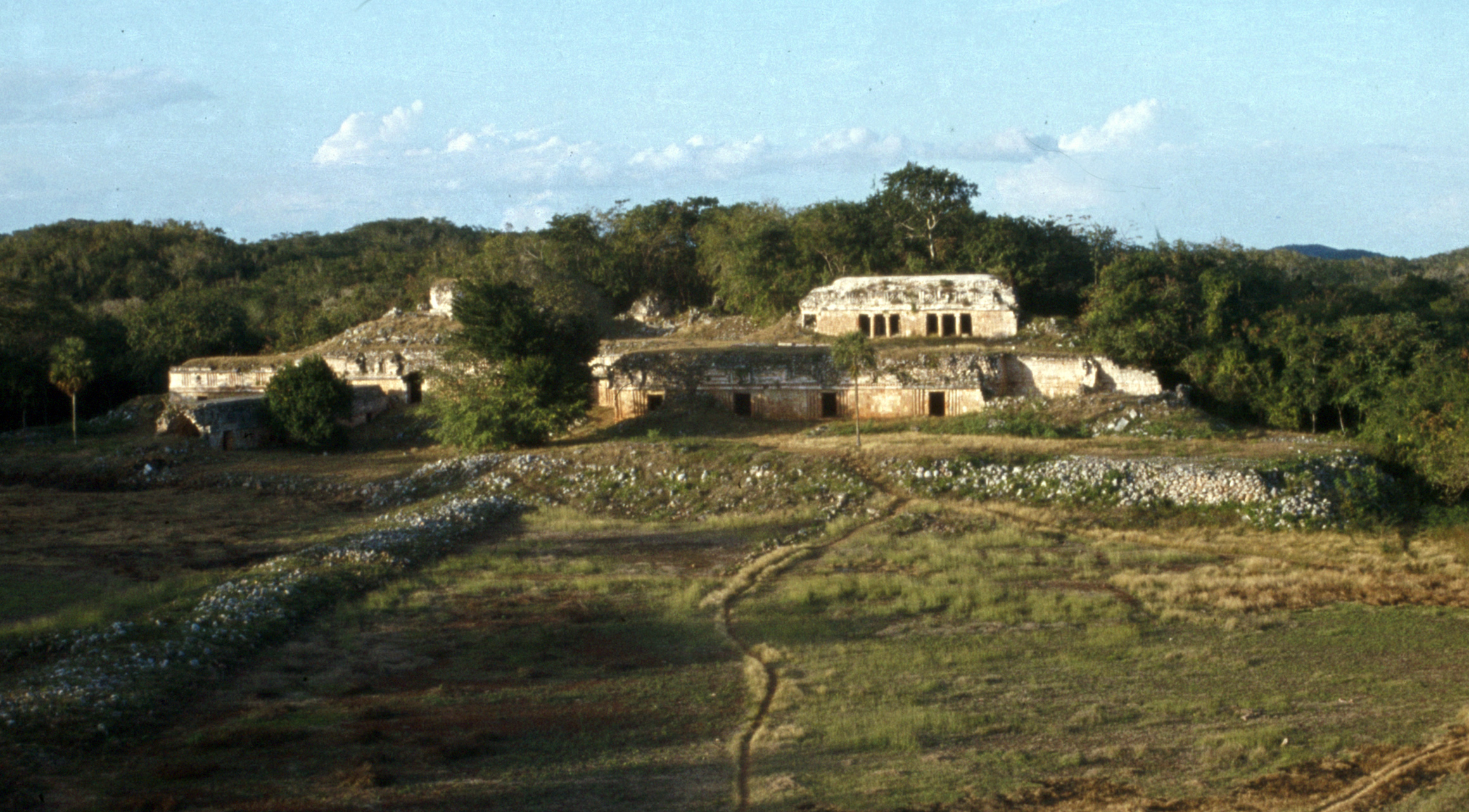
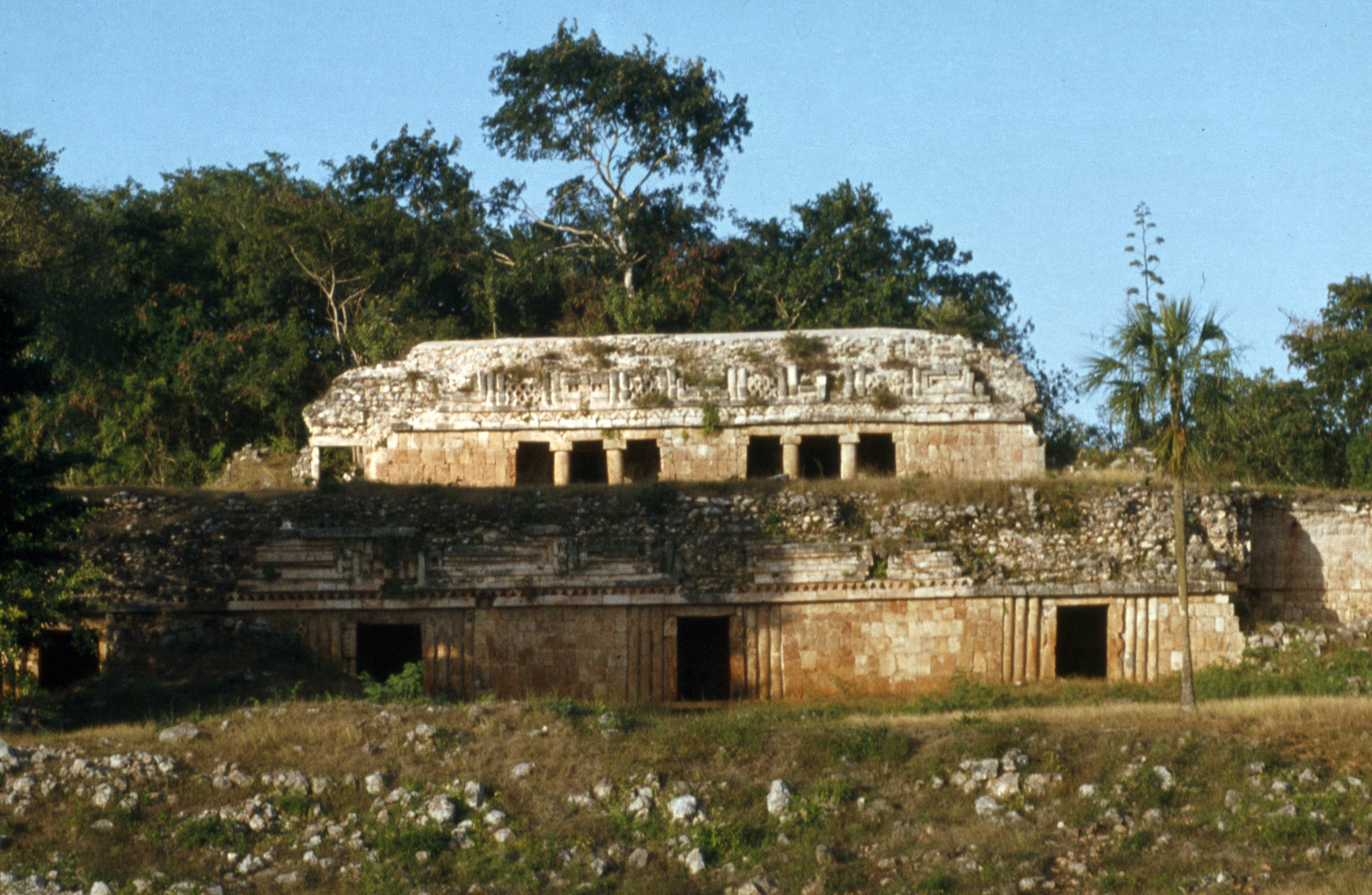
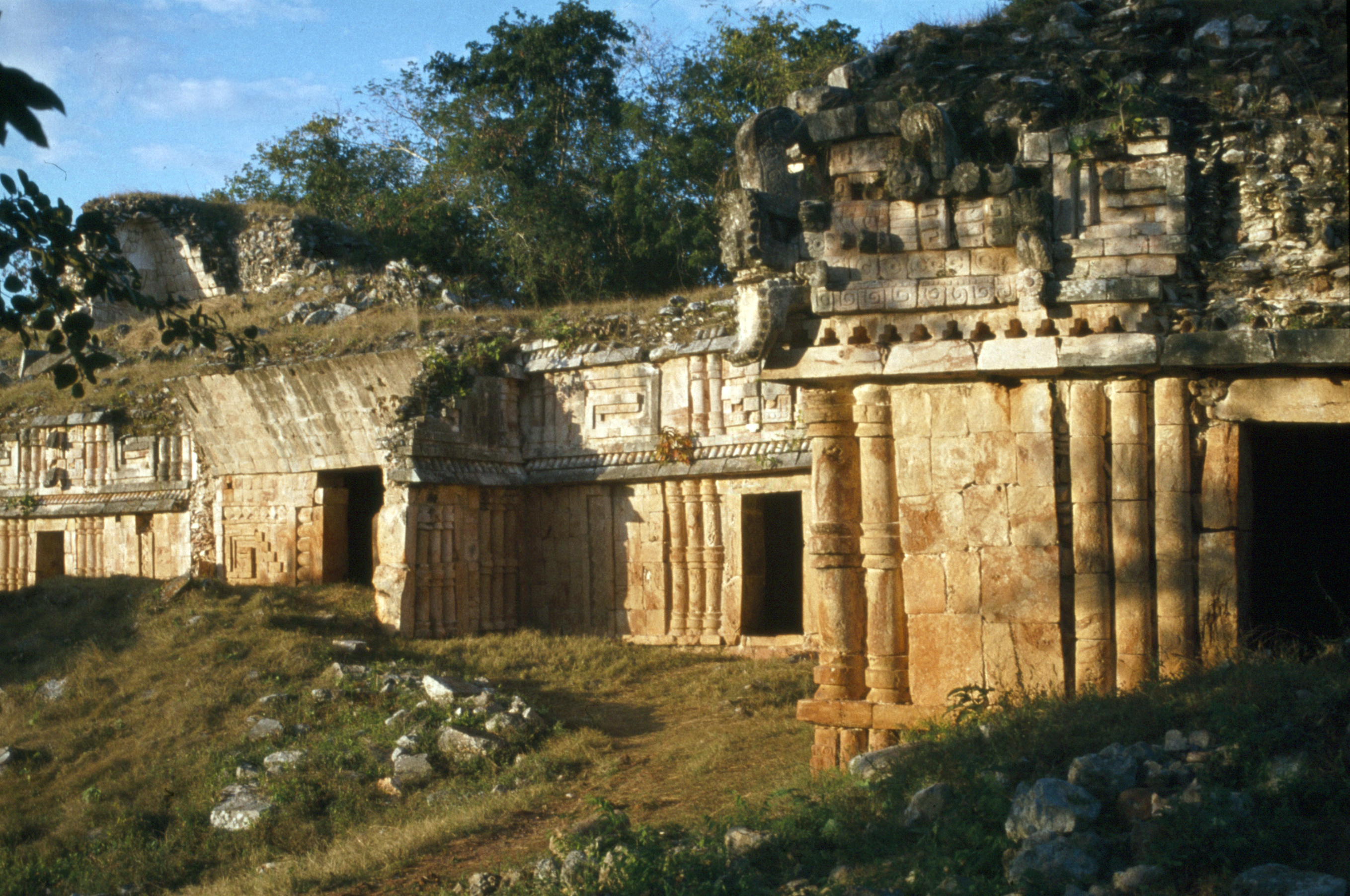
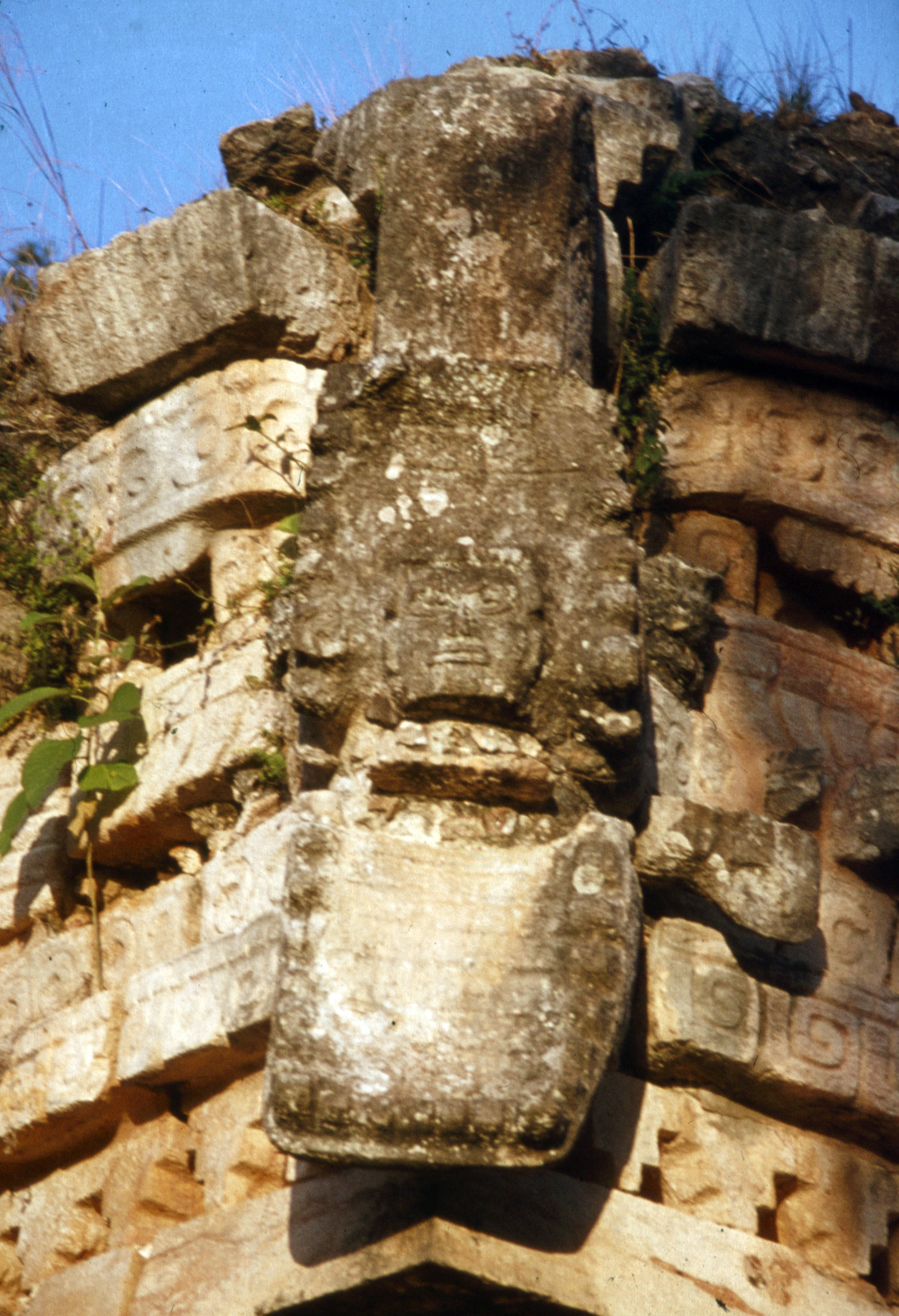
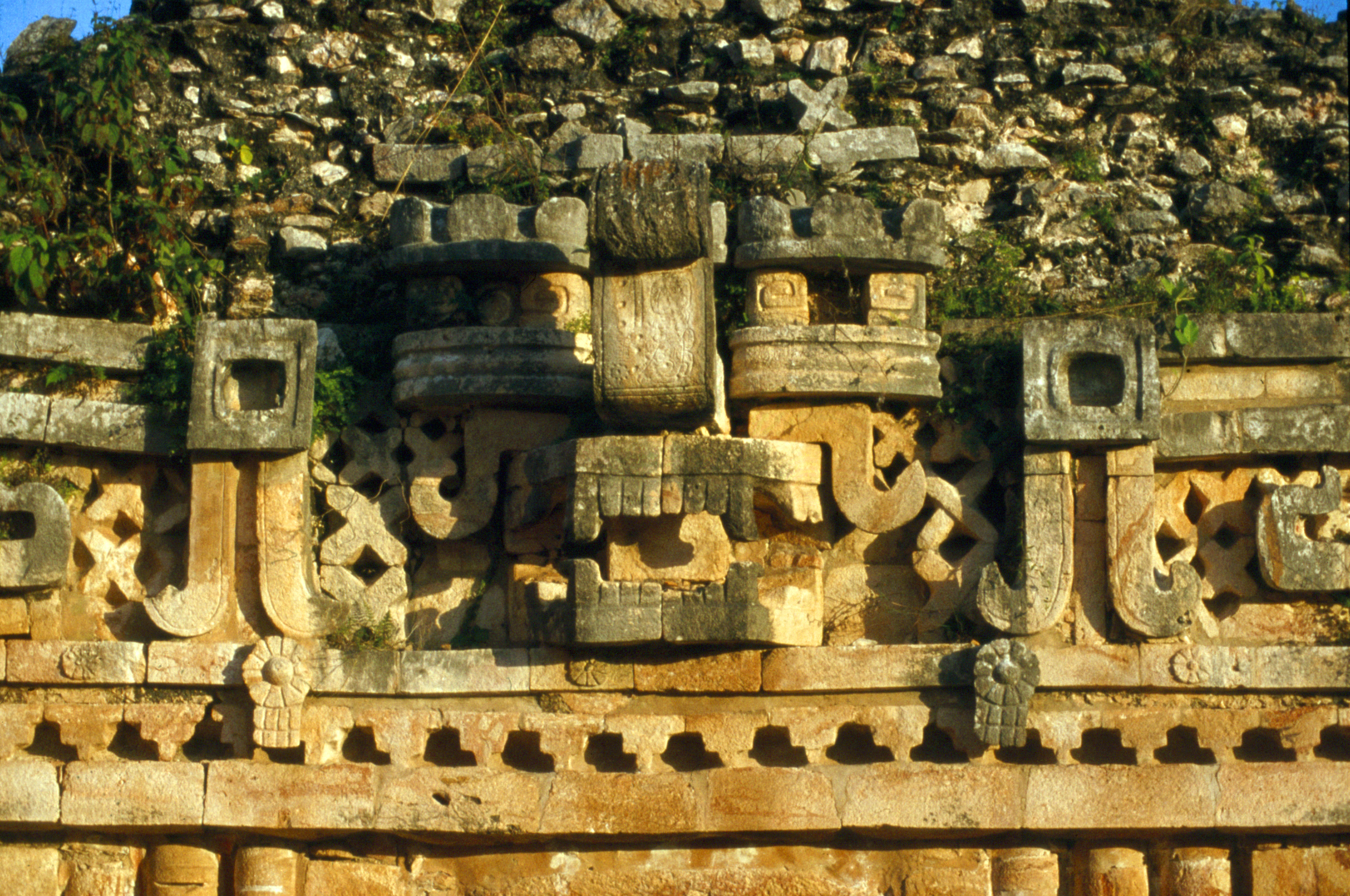
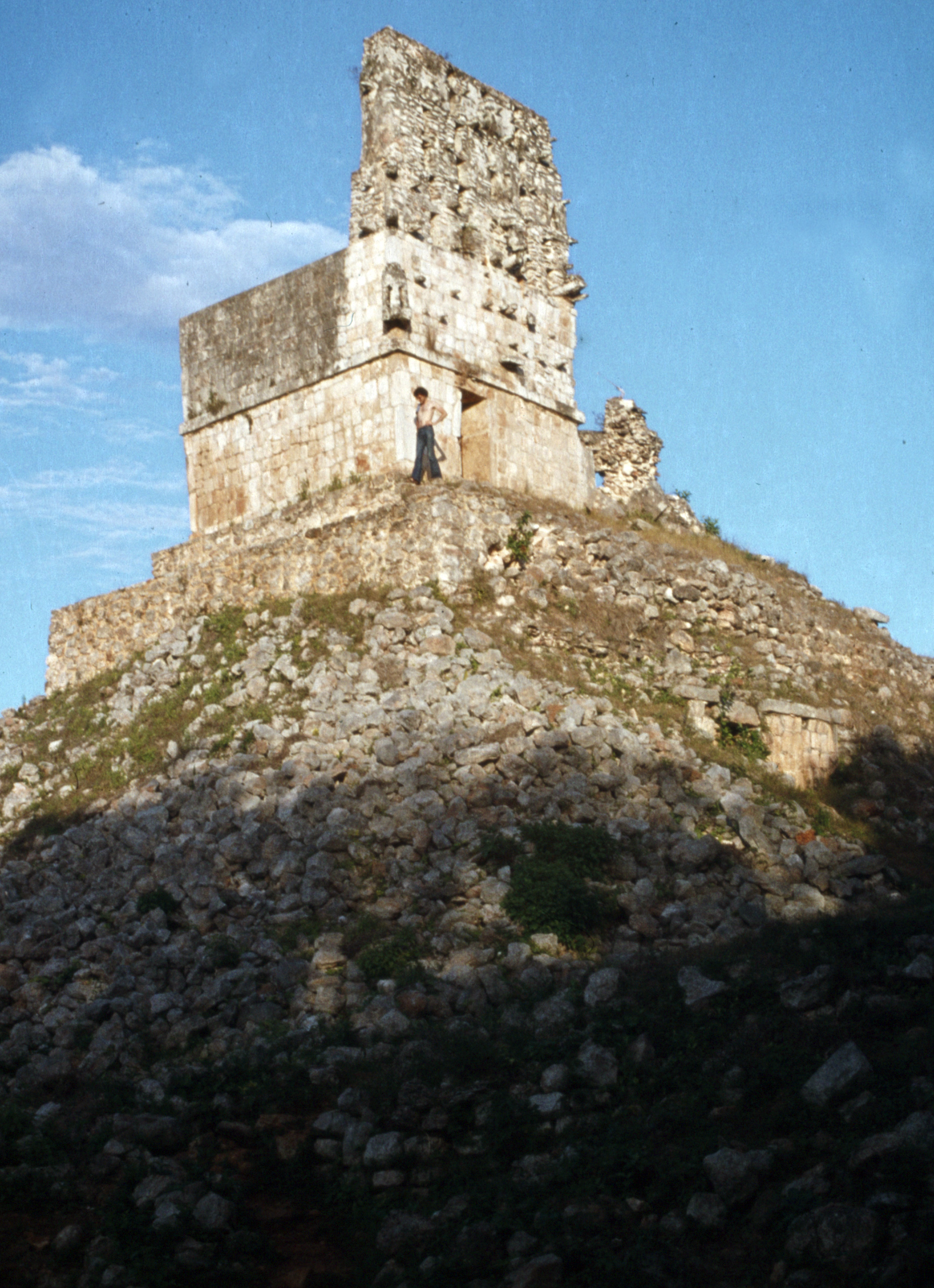
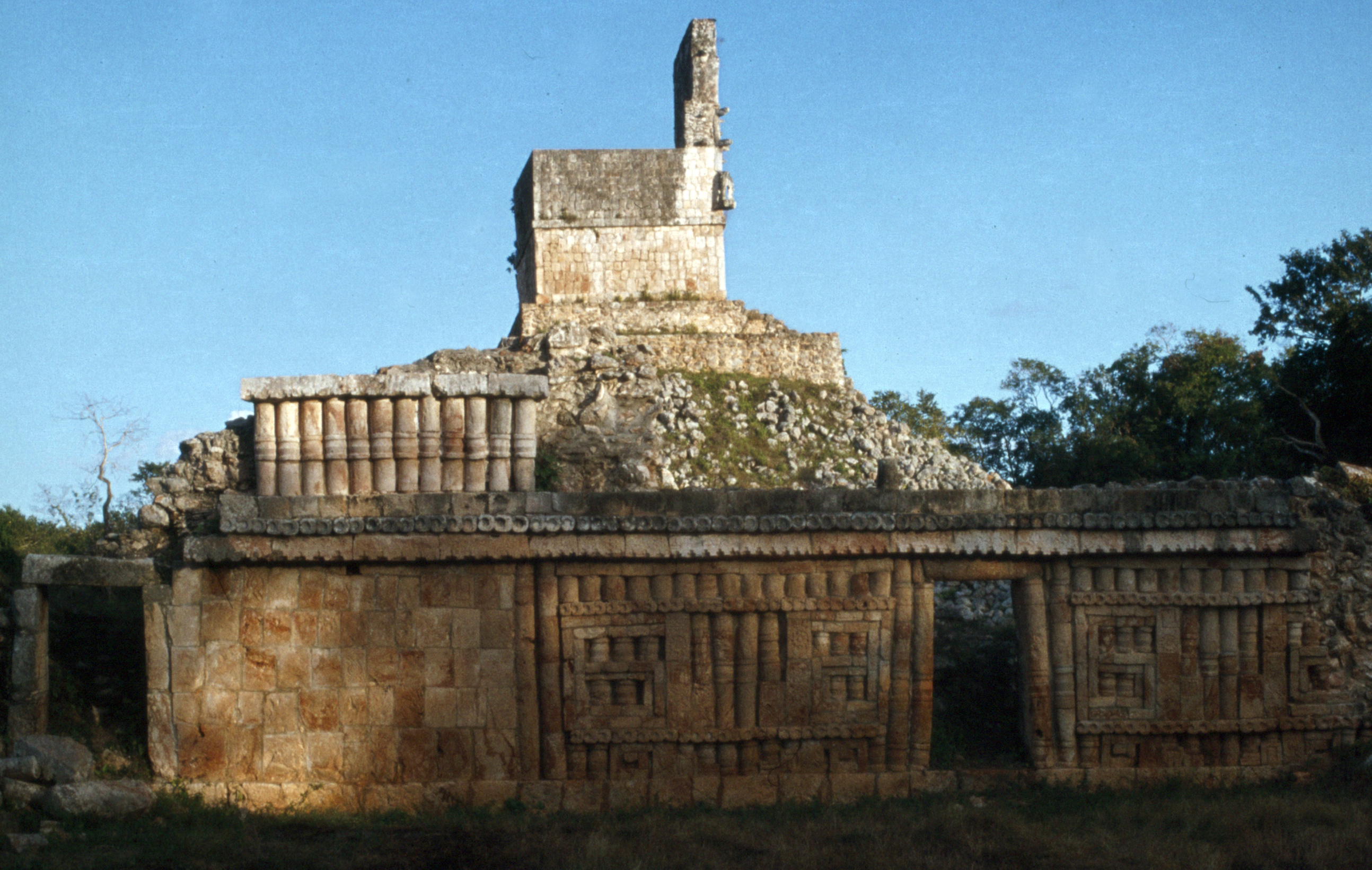
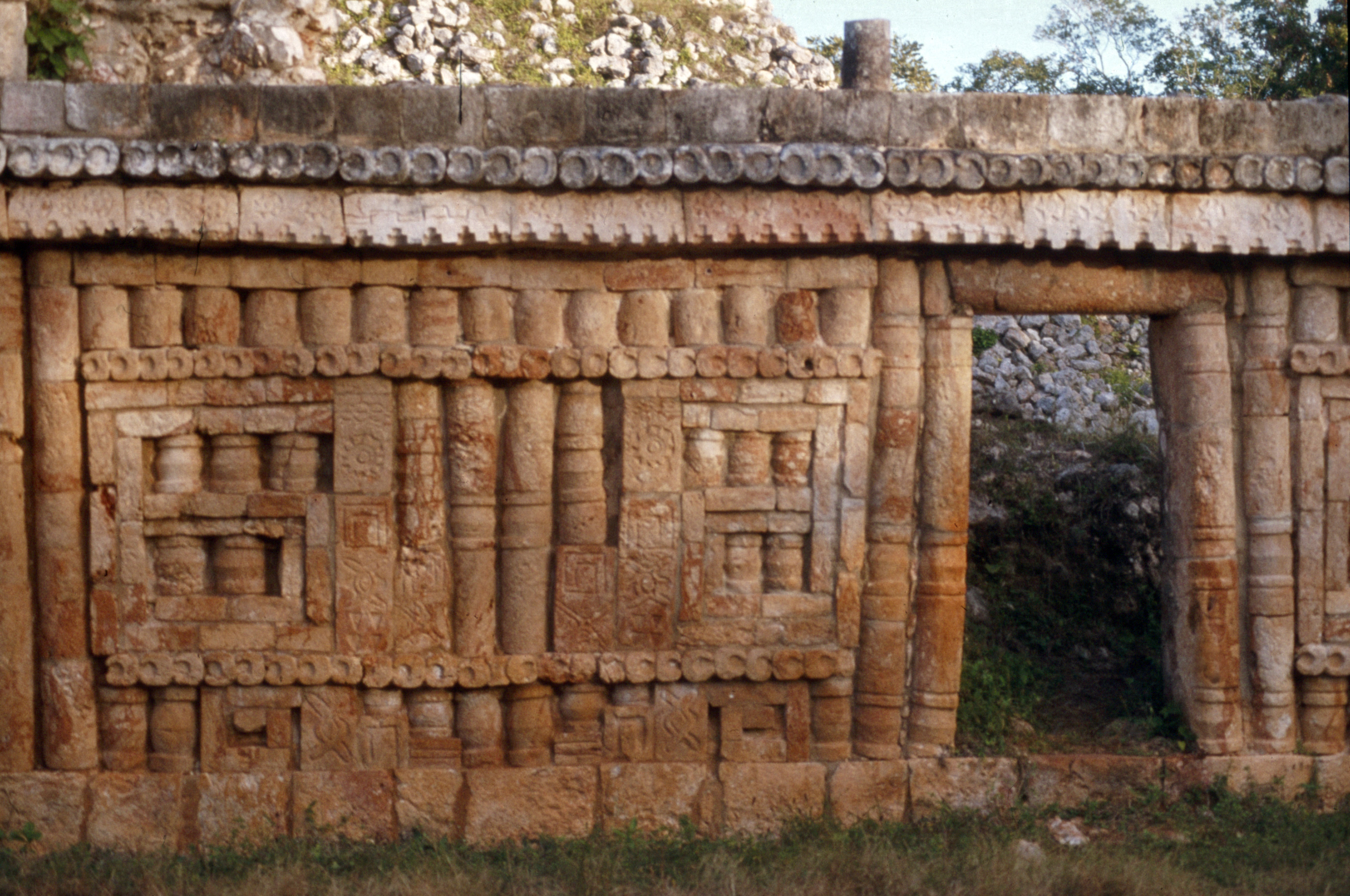